# عبد العزيز العبد السلام
عبد العزيز العبد السلام هو لاعب كرة قدم سعودي.

## وصلات خارجية
- عبد العزيز العبد السلام على موقع قاعدة بيانات كرة القدم.إي يو (الإنجليزية)
- عبد العزيز العبد السلام على موقع Soccerway.com (الإنجليزية)